# Eugenia Alonso
María Eugenia Alonso (Buenos Aires; 17 de junio de 1963) es una actriz y bioquímica argentina. En cine se dio a conocer por sus papeles en El hombre de al lado (2009) y Cornelia frente al espejo (2012), mientras que en televisión adquirió visibilidad por su aparición en Señores papis (2014).

## Biografía
María Eugenia Alonso nació el 17 de junio de 1963 en Buenos Aires. Tras finalizar sus estudios en la escuela secundaria, Alonso ingresó en 1981 a la Universidad Nacional de Buenos Aires para estudiar la carrera de bioquímica, de la cual se recibió en 1986. Después de recibirse comenzó a trabajar en el Hospital Nacional Profesor Alejandro Posadas y luego incursionó en talleres de teatro como pasatiempo, tomando clases con Ricardo Bartis y Javier Daulte.

## Carrera profesional
Los primeros trabajos como actriz de Alonso se desarrollaron en el circuito teatral independiente, donde formó parte de las obras Los tangueros recorren el planeta (1996), El beso (1997-1999), Injerto (1999), Ojos ajenos (2000) y Ámbar (2000). Aunque no fue hasta el 2003 cuando Alonso consiguió un papel en la obra Bizarra, que fue el primer proyecto comercial del cual participó. Luego de esto, Alonso estelarizó la obra Terapia (2004-2005) en el teatro La Carbonera. En 2005, Alonso debutó en cine con un papel secundario en la cinta dramática Los suicidas de Juan Villegas. Al año siguiente, realizó su primera aparición en televisión como una enfermera en un episodio de la serie dramática Vientos de agua (2006) emitida por El trece. Ese mismo año, formó parte de la obra teatral El 52 estrenada en Puerta Roja.
Su siguiente papel fue en la pieza teatral Lúcido (2007-2009) en el teatro Margarita Xirgu. Por este papel, Alonso fue distinguida con un premio Teatro del Mundo por su labor como actriz. Posteriormente, realizó varias participaciones especiales en diferentes producciones internacionales, entre las cuales estuvieron la serie brasileña Donas de casa desesperadas (2007), la serie italiana Donne assassine (2008) y la serie hispano-estadounidense Amas de casa desesperadas (2008).
En 2009, Alonso fue seleccionada para integrar el elenco principal de la película de comedia El hombre de al lado de Mariano Cohn y Gastón Duprat, en la cual asumió el papel de Ana Kachanovsky por el que fue nominada a un premio Sur como mejor actriz de reparto. Luego, expandió su trabajo en cine, apareciendo en las películas Cerro Bayo (2010), La vida nueva (2011) y Cornelia frente al espejo (2012). Por esta última película, Alonso adquirió mayor reconocimiento, siendo nuevamente nominada a un premio Sur.
Más tarde, Alonso protagonizó junto a Gaby Ferrero la obra teatral Mau mau (2013-2014), donde personificó a Rita bajo la dirección de Juan Parodi en el teatro El Extranjero. Seguidamente, recibió mayor notabilidad cuando apareció en la telenovela Señores papis (2014) de Telefe, en la cual interpretó a María Inés García Sastre, la suegra de Franco (Luciano Cáceres).

## Filmografía

### Cine
| Año  | Título                                             | Papel                      | Notas                      |
| ---- | -------------------------------------------------- | -------------------------- | -------------------------- |
| 2005 | Los suicidas                                       | Bibi                       |                            |
| 2005 | Cabinas                                            | Mujer en cabina 1          | Cortometraje               |
| 2007 | Puertas adentro                                    | Recepcionista del hotel    | Cortometraje               |
| 2008 | Amorosa soledad                                    | Recepcionista del hospital |                            |
| 2009 | El hombre de al lado                               | Ana Kachanovsky            |                            |
| 2010 | Cerro Bayo                                         | Eugenia                    |                            |
| 2011 | La vida nueva                                      | Sonia                      |                            |
| 2012 | Cornelia frente al espejo                          | La mujer                   |                            |
| 2012 | No te enamores de mí                               | Mamá de Luli               |                            |
| 2013 | La Paz                                             | Enfermera                  |                            |
| 2013 | Matrimonio                                         | Ana                        |                            |
| 2013 | Pensé que iba a haber fiesta                       | Cuñada                     |                            |
| 2013 | Caídos del mapa                                    | Clara Capuzotti            |                            |
| 2014 | Ciencias naturales                                 | Marta                      |                            |
| 2014 | Entre Ríos, todo lo que no dijimos                 | Ofelia                     |                            |
| 2015 | Francisco: el padre Jorge                          | Monja Berta                |                            |
| 2016 | Una hermana                                        | Teresa                     |                            |
| 2017 | Casi leyendas                                      | Mariana                    |                            |
| 2018 | La flor                                            | Mamá de Yanina             |                            |
| 2018 | Relato de una soñadora                             | Ana                        | Cortometraje               |
| 2020 | Edición ilimitada                                  | Mujer en el bar            |                            |
| 2021 | Cuando la primavera se escapa, se libera del sueño | N/A                        | Como directora y guionista |
| 2022 | Hoy se arregla el mundo                            | Sara                       |                            |
| 2023 | Una flor en el barro                               | Directora                  |                            |
| 2023 | La mujer hormiga                                   | Virginia                   |                            |
| 2024 | Guerrero sin batalla                               | Laura (voz)                | Película documental        |
| 2024 | Un movimiento extraño                              | Cliente                    |                            |

### Televisión
| Año  | Título                                    | Papel                    | Notas                                    |
| ---- | ----------------------------------------- | ------------------------ | ---------------------------------------- |
| 2006 | Vientos de agua                           | Enfermera                | Episodio: «IX»                           |
| 2006 | Amor mío                                  |                          |                                          |
| 2007 | Donas de casa desesperadas                |                          | Episodio: «Almoço de mulheres»           |
| 2007 | 9 mm, crímenes a la medida de la historia | Agente inmobiliario      | Episodio: «La contraofensiva»            |
| 2008 | Donne assassine                           | Silvia                   | Episodio: «Marta»                        |
| 2008 | Amas de casa desesperadas                 | Mujer fumadora           | Episodio: «Los chicos escucharán»        |
| 2009 | Epitafios                                 | Empleada                 | Episodio 4 (Temporada 2)                 |
| 2010 | Para vestir santos                        | Dra. Almirón             | Episodio 17                              |
| 2011 | Maltratadas                               | Luisa                    | Episodio: «No se lo digas a nadie»       |
| 2011 | Diálogos fundamentales del Bicentenario   | María Julia Alsogaray    | Episodio: «Los años noventa»             |
| 2012 | Condicionados                             | Licenciada Lanian        | Episodios 1 y 2                          |
| 2012 | 23 pares                                  | Directora                | Episodio: «El muerto que habla»          |
| 2013 | Historias de corazón                      | Dra. Dileo               | Episodio: «Sangre de mi sangre»          |
| 2013 | Aliados                                   | Norita Pedrera           | Episodios: «Referente», «La supervisión» |
| 2013 | Farsantes                                 | Retrica                  |                                          |
| 2014 | Señores papis                             | María Inés García Sastre |                                          |
| 2015 | Milagros en campaña                       | Beatriz Méndez           |                                          |
| 2016 | Educando a Nina                           | Dra. Fondari             | Capítulo: «Nina conoce a Renzo»          |
| 2016 | El marginal                               | Terapeuta                | Episodios 5 y 10 (Temporada 1)           |
| 2017 | Balas perdidas                            | Sonia                    |                                          |
| 2018 | Psiconautas                               | Betty                    |                                          |
| 2018 | 100 días para enamorarse                  | Dra. Mercedes «Mecha»    |                                          |
| 2018 | Millennials                               | Mirta                    |                                          |
| 2019 | Argentina, tierra de amor y venganza      | Dolores Lynch            |                                          |
| 2020 | Manual de supervivencia                   |                          |                                          |
| 2020 | Post mortem                               | Candelaria Suárez        |                                          |
| 2021 | Naturaleza muerta                         | Vecina                   |                                          |
| 2022 | Loco por vos                              |                          | Episodio: «De vuelta al trabajo»         |
| 2022 | Santa Evita                               | Celia                    |                                          |
| 2023 | Las bellas almas de los verdugos          | Mamá de Enriqueta        |                                          |
| 2023 | Frágiles                                  | Cristal                  |                                          |
| 2023 | Argentina, tierra de amor y venganza      | Elena Dreyfuss           |                                          |

### Web
| Año  | Título          | Papel           | Notas                       |
| ---- | --------------- | --------------- | --------------------------- |
| 2015 | Tiempo libre    | Gabriela        | Episodio 5                  |
| 2017 | Kaselman e hijo | Susan           | Episodio 3                  |
| 2021 | Aisladxs        | Mujer minuciosa | Episodio: «Costo beneficio» |
| 2022 | Cosa de chicxs  | Mamá de Luca    | Episodio: «Luca»            |

### Podcasts
| Año  | Título                         | Papel          | Notas                     |
| ---- | ------------------------------ | -------------- | ------------------------- |
| 2021 | El once, una secuela argentina | Hermana Trini  |                           |
| 2022 | Número oculto                  | Edith Argüello | Episodio: «Jörmundgander» |

## Teatro
| Año       | Título                                  | Papel                 | Lugar                                 |
| --------- | --------------------------------------- | --------------------- | ------------------------------------- |
| 1996      | Los tangueros recorren el planeta       |                       | Planeta Tango                         |
| 1997-1999 | El beso                                 | Matilde Mercado       | Auditorio José Luis Cabeza            |
| 1999      | Injerto                                 |                       | Callejón de los Deseos                |
| 2000      | Ojos ajenos                             |                       | Centro cultural Ricardo Rojas         |
| 2000      | Ámbar                                   |                       | Centro Cultural Recoleta              |
| 2003      | Bizarra                                 | Hermana Trini         | Centro cultural Ricardo Rojas         |
| 2004-2005 | Terapia                                 |                       | La Carbonera                          |
| 2006      | El 52                                   |                       | Puerta Roja / Sportivo Teatral        |
| 2007-2009 | Lúcido                                  |                       | Teatro Margarita Xirgu / Andamio 90   |
| 2007      | Últimos remordimientos antes del olvido |                       | El Portón de Sánchez                  |
| 2009-2010 | Cosas que pasan                         |                       | Abasto Social Club                    |
| 2011-2012 | Alemania                                | Madre                 | Teatro Anfitrión                      |
| 2011      | Hilvanando cielos                       | La madre              | Teatro Municipal General San Martín   |
| 2012      | Estado de ira                           |                       | Teatro Metropolitan                   |
| 2013-2014 | Mau mau                                 | Rita                  | Teatro El Extranjero                  |
| 2014      | Almas ardientes                         | Martita González Ruiz | Teatro Municipal General San Martín   |
| 2015      | Ojos que no ven                         | Carmen                | Teatro El Picadero                    |
| 2015-2016 | Equus                                   | Hesther               | Galpón de Guevara / Teatro Auditorium |
| 2016      | El principio de Arquímedes              | Ana                   | Teatro Margarita Xirgu                |
| 2016      | Un mechón de tu pelo                    | Andrea                | Teatro Regio                          |
| 2018      | Olvidémonos de ser turistas             | Varios                | Centro Cultural 25 de Mayo            |
| 2019-2020 | Hamlet                                  | Gertrudis             | Teatro Municipal General San Martín   |
| 2019-2020 | La inquietud de la ausencia             |                       | Teatro El Extranjero                  |
| 2021      | Esto no es una emergencia               | Mujer                 | Teatro Nacional Cervantes             |
| 2022      | Prórroga para una despedida             | Nené                  | Teatro Timbre 4                       |
| 2023      | Edmond                                  | Marie                 | Teatro Presidente Alvear              |
| 2024      | Memorias de una maga                    | Delia Kamia           | Teatro El Extranjero                  |
| 2024      | Lo sagrado                              | Adela                 | Paseo La Plaza                        |

### Otros créditos
| Año       | Título                      | Papel                 | Lugar                                              |
| --------- | --------------------------- | --------------------- | -------------------------------------------------- |
| 2009-2010 | El animador                 | Voz del televisor     | Teatro Vera Vera                                   |
| 2012-2013 | Lalá y el toque toque       | Voz locutora de radio | NoAvestruz Espacio de Cultura / Teatro El Tinglado |
| 2015-2020 | Capitán                     | Voz en off            | Teatro Timbre 4                                    |
| 2017      | Integral Pavlovsky          | Narradora             | Teatro Nacional Cervantes                          |
| 2017      | Prometo volver a engañarte  | Directora             | Microteatro                                        |
| 2019      | Tintas frescas              | Narradora             | Teatro Nacional Cervantes                          |
| 2021      | Variaciones sobre la espera | Narradora             | Moscú Teatro                                       |

## Premios y nominaciones
| Año  | Organización                                    | Categoría                                                     | Trabajo                            | Resultado | Ref(s) |
| ---- | ----------------------------------------------- | ------------------------------------------------------------- | ---------------------------------- | --------- | ------ |
| 2008 | Premios Teatro del Mundo                        | Mejor actriz                                                  | Lúcido                             | Ganadora  | [ 12 ] |
| 2010 | Premios Sur                                     | Mejor actriz de reparto                                       | El hombre de al lado               | Nominada  | [ 13 ] |
| 2012 | Premios Trinidad Guevara                        | Mejor actriz de reparto                                       | Alemania                           | Nominada  | [ 14 ] |
| 2013 | Premios Sur                                     | Mejor actriz de reparto                                       | Cornelia frente al espejo          | Nominada  | [ 15 ] |
| 2014 | Premios ACE                                     | Mejor actriz de teatro alternativo                            | Mau mau                            | Nominada  | [ 16 ] |
| 2014 | Festival Unasur Cine                            | Mejor actriz revelación                                       | Entre Ríos, todo lo que no dijimos | Ganadora  | [ 17 ] |
| 2016 | Premios ACE                                     | Mejor actriz de reparto en drama, comedia dramática o comedia | Equus                              | Nominada  | [ 18 ] |
| 2024 | Festival Internacional de Cine de Mar del Plata | Mejor actriz en largometraje argentino                        | La mujer hormiga                   | Ganadora  | [ 19 ] |